# Galgenberg (Mechelen)
Galgenberg was origineel een sociale woonwijk, gelegen tussen de Oude Antwerpsebaan en de afrit van de E19 Mechelen-Noord te Mechelen.
Tijdens het ancien regime was Galgenberg (oorspronkelijk Rommekensberg genaamd) een plaats waar veroordeelden werden terechtgesteld. Zo werd hier in 1642 een vermeende heks, vastgebonden aan een staak, verbrand
De wijk ligt op een boogscheut van de deelgemeente Walem. Zij werd gebouwd rond 1930 en telde een paar honderd wooneenheden. In de loop der jaren werden de woningen meer en meer ingekocht door de bewoners. Rond 1950 en later werd de wijk uitgebreid met meer koopwoningen.

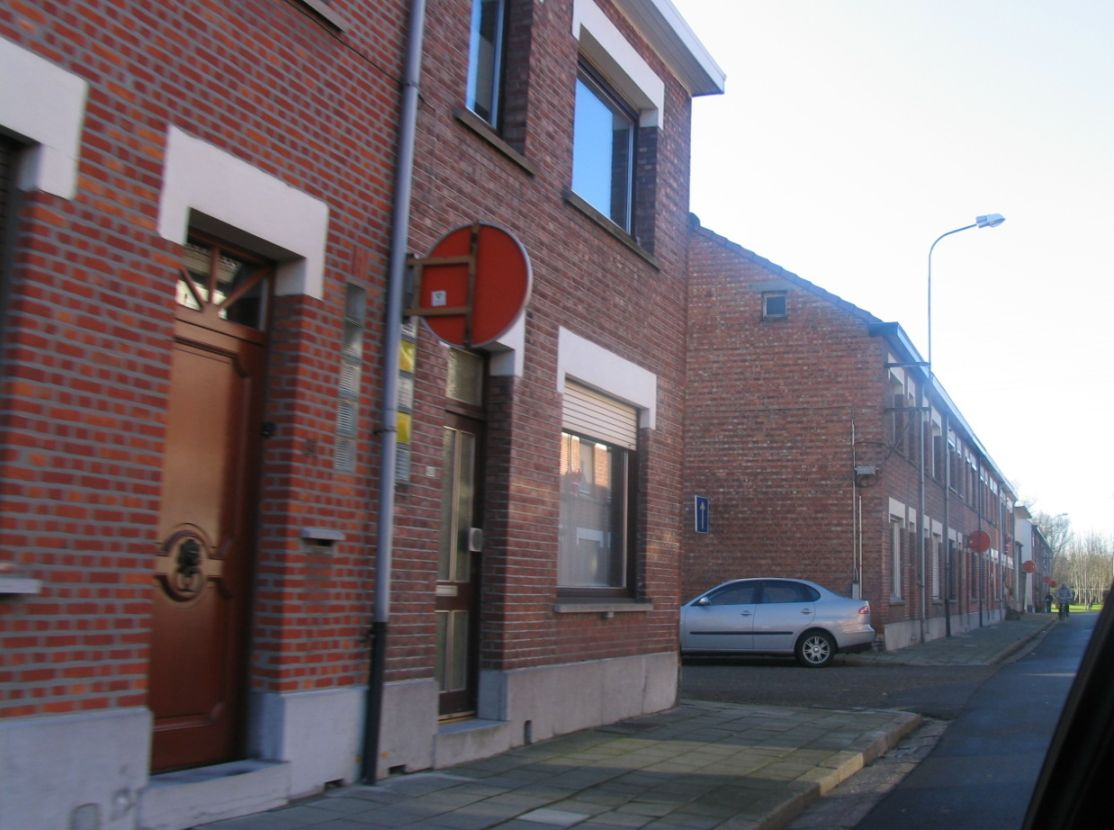
Zicht op de Holmlei, westwaarts
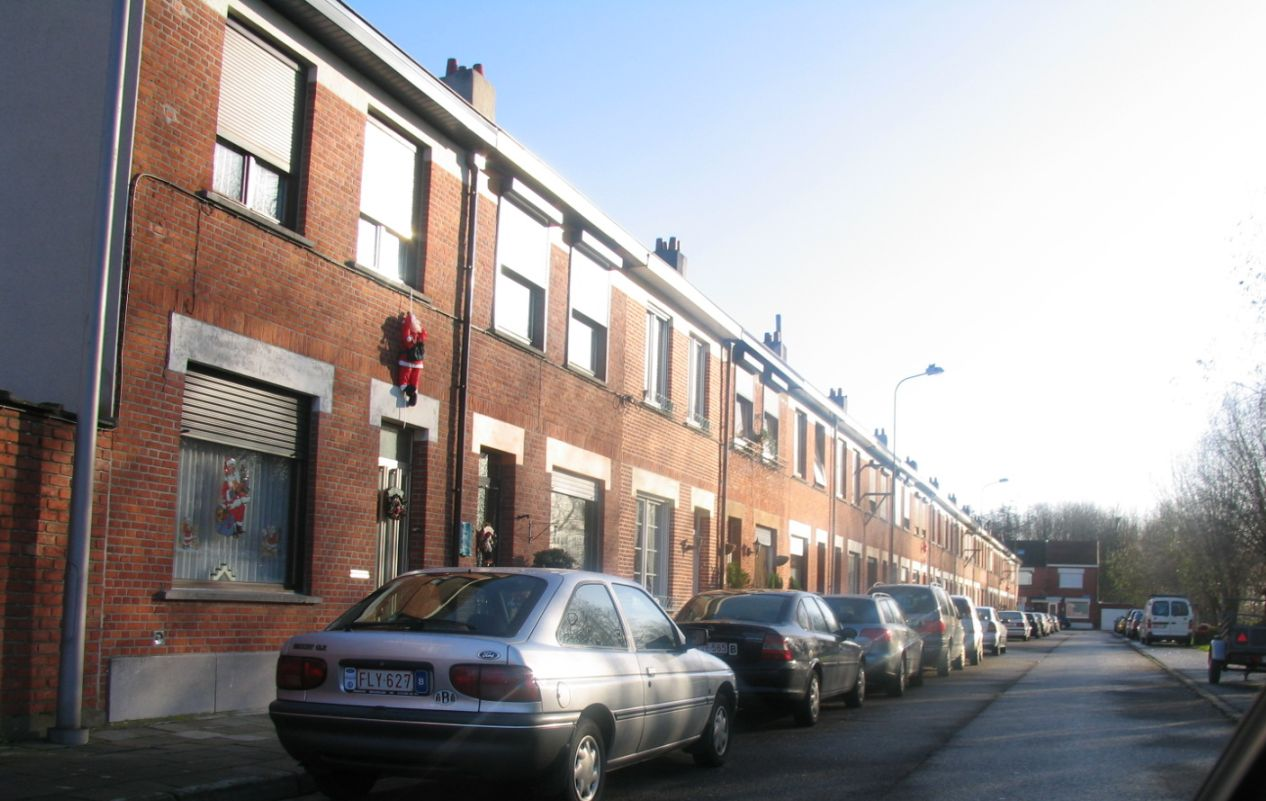
Zicht op de Offenbossenstraat, zuidoostwaarts
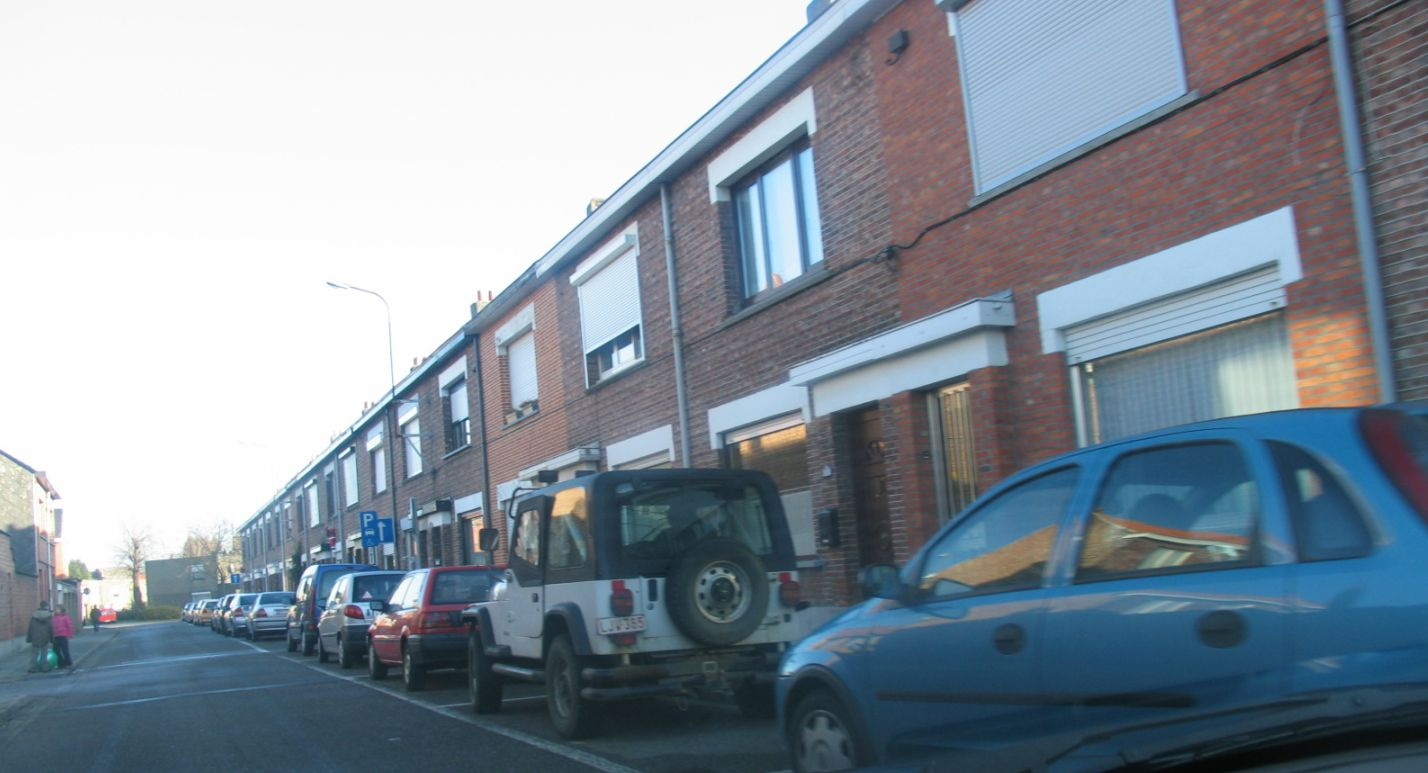
Zicht op de Kurassierstraat, noordoostwaarts